# Castillo de Pulpis
El castillo de Pulpís es un recinto fortificado del cual se conservan algunos restos, que se encuentra en la cumbre de un monte de la sierra de Irta, a 2 km de Santa Magdalena de Pulpis, ocupando más de 2000 m².

## Historia
El castillo de Pulpís, recinto originalmente musulmán (XI-XII), fue tomado por Alfonso II de Aragón y otorgado el 1190 a la orden del Templo, la cual lo perdió enseguida a manos de los musulmanes. Fue definitivamente conquistado el 1233 por Jaime I de Aragón, al mismo tiempo que Peñíscola. En 1244 quedó en posesión de la orden de Calatrava, y en 1277 pasa a los templarios hasta su disolución, en que queda en manos de la orden de Montesa, dentro de la jurisdicción del comendador de Chivert.
El castillo fue reconstruido y ampliado durante el periodo inicial de la posesión cristiana, para garantizar las tierras conquistadas, y mantenido, con más o menos cuidado hasta el siglo XVI, ante el peligro de los piratas berberiscos. Después, sin ninguna utilidad militar, fue abandonado y fue progresivamente deteriorándose.
El castillo está protegido mediante la declaración genérica del Decreto de 22 de abril de 1949, del Ministerio de Educación Nacional, sobre protección de los castillos, publicado en el BOE el 5 de mayo de 1949. Posteriormente, con la Ley 16/1985, de 25 de junio, del Patrimonio Histórico, en la primera y segunda disposiciones adicional, se declara Bien de Interés Cultural. Y continúa la protección y esta calificación, con la disposición adicional segunda de la Ley 4/1998, de 11 de junio, del Patrimonio Cultural Valenciano.
Actualmente es propiedad de la Diputación de Castellón.

## Estructura
Es un castillo de montaña de planta cuadrangular con un perímetro irregular y un único recinto, protegida su única entrada por una gran torre del Homenaje, y dos lienzos de muro por delante, que obligan a un acceso acodado.
Conserva restos de las diferentes obras y reformas que se han ido realizando; así, la primitiva obra musulmana fue objeto de numerosas reformas templarios. En la actualidad, todavía se pueden identificar la torre del Homenaje, la puerta de acceso, torres cuadradas, muros del perímetro, y el aljibe. Los muros de la parte de la entrada son musulmanes, mientras el resto de estructuras conservadas son templarias.